# Pablo Vázquez Pérez
Pablo Vázquez Pérez (Gandía, Valencia; 7 de octubre de 1994) es un futbolista que juega en la demarcación de defensa central. Actualmente forma parte de la plantilla del Real Sporting de Gijón de LaLiga Hypermotion.

## Trayectoria
Formado en las categorías inferiores del Llosa, pasaría por el Ontinyent y San Fernando hasta dar el salto en 2016 al Córdoba CF, en cuyo filial también destacó en la 2016-17 en la Segunda División B (35 partidos, cuatro goles). Además, fue convocado hasta en seis ocasiones con el primer equipo cordobés (tres en Liga y tres en Copa) pero sin llegar a debutar.
En verano de 2017, abandona el Córdoba CF para firmar en el Granada CF. En la primera parte de la temporada 2017-18, jugaría en su equipo filial de la Segunda División B, donde jugaría todos los minutos de los veinte primeros partidos de Liga, en los que había anotado tres tantos y visto cuatro tarjetas amarillas.
En enero de 2018, se convierte en nuevo fichaje de la AD Alcorcón de la Segunda División de España, en el que jugaría 5 partidos, cedido hasta final de temporada por el Granada CF.
En enero de 2019, es cedido a la Cultural y Deportiva Leonesa de la Segunda División B de España, en el que disputa 17 partidos en los que anota 3 goles, en la segunda vuelta de la competición.
El 23 de julio de 2019 queda libre y ficha por el CD Badajoz de la Segunda División B, en que se hace con la titularidad en la defensa durante dos temporadas.
En la temporada 2020-21, disputaría 26 partidos en los que anotaría 3 goles, quedándose a las puertas del ascenso a la Segunda División, tras perder en la eliminatoria final contra la SD Amorebieta.
El 18 de junio de 2021, firma por el FC Cartagena de la Segunda División de España.
El 15 de julio de 2023, firma por el R. C. Deportivo de La Coruña de la Primera Federación.En el Deportivo se convierte en pieza clave del equipo que asciende a Segunda División.
En julio de 2025 se confirma su fichaje por el Real Sporting de Gijón de la liga hypermotion tras renunciar a parte de su contrato con el equipo coruñés.